# محطة كهرباء العاصمة الإدارية الجديدة
محطة كهرباء العاصمة الإدارية الجديدة هي محطة لتوليد الكهرباء بالغاز الطبيعي، تقع في العاصمة الإدارية الجديدة في مصر، تنتج المحطة 4800 ميجاوات كفاءة توليد تصل لـ 65%، تعتبر المحطة ضمن أكبر محطات الكهرباء في العالم، من تنفيذ شركة سيمنز الألمانية بالتعاون مع شركة أوراسكوم كونستراكشون. بلغت تكلفة المحطة 2.5 مليار يورو.
تضم المحطة 8 وحدات غازية تعمل بطراز إتش كلاس كأحدث تكنولوجيا في الوحدات الغازية على مستوى العالم، وهو النظام الذي يتميز بكفاءة إنتاجية بمعدل 65% وهو المعدل الأعلى كفاءة على مستوى العالم.
يوجد بالمحطة 4 موديول يضم كل موديول 2 وحدة غازية تعمل بالغاز الطبيعى، ووحدة بخارية تعمل بالعادم الناتج من الوحدتين الغازيتين لتوفير الوقود، بالإضافة إلى 2 غلاية لاستعادة الطاقة المفقودة. تعتبر المحطة الأولى من نوعها في مصر والشرق الأوسط التي يتم إنشاؤها بمنطقة جبلية بعيدًا عن المياه، كما هو معتاد في محطات الكهرباء. تعمل بنظام التبريد الهوائي باستخدام 12 مروحة عملاقة تستخدم لأول مرة.